# بيتي أستور
بيتي أستور (بالألمانية: Betty Astor)‏ هي ممثلة ألمانية، ولدت في 21 أبريل 1905 في ألمانيا، وتوفيت في 1972 ببرلين في ألمانيا.

## وصلات خارجية
- بيتي أستور على موقع IMDb (الإنجليزية)
- بيتي أستور على موقع قاعدة بيانات الفيلم (الإنجليزية)